# Las Peñezuelas

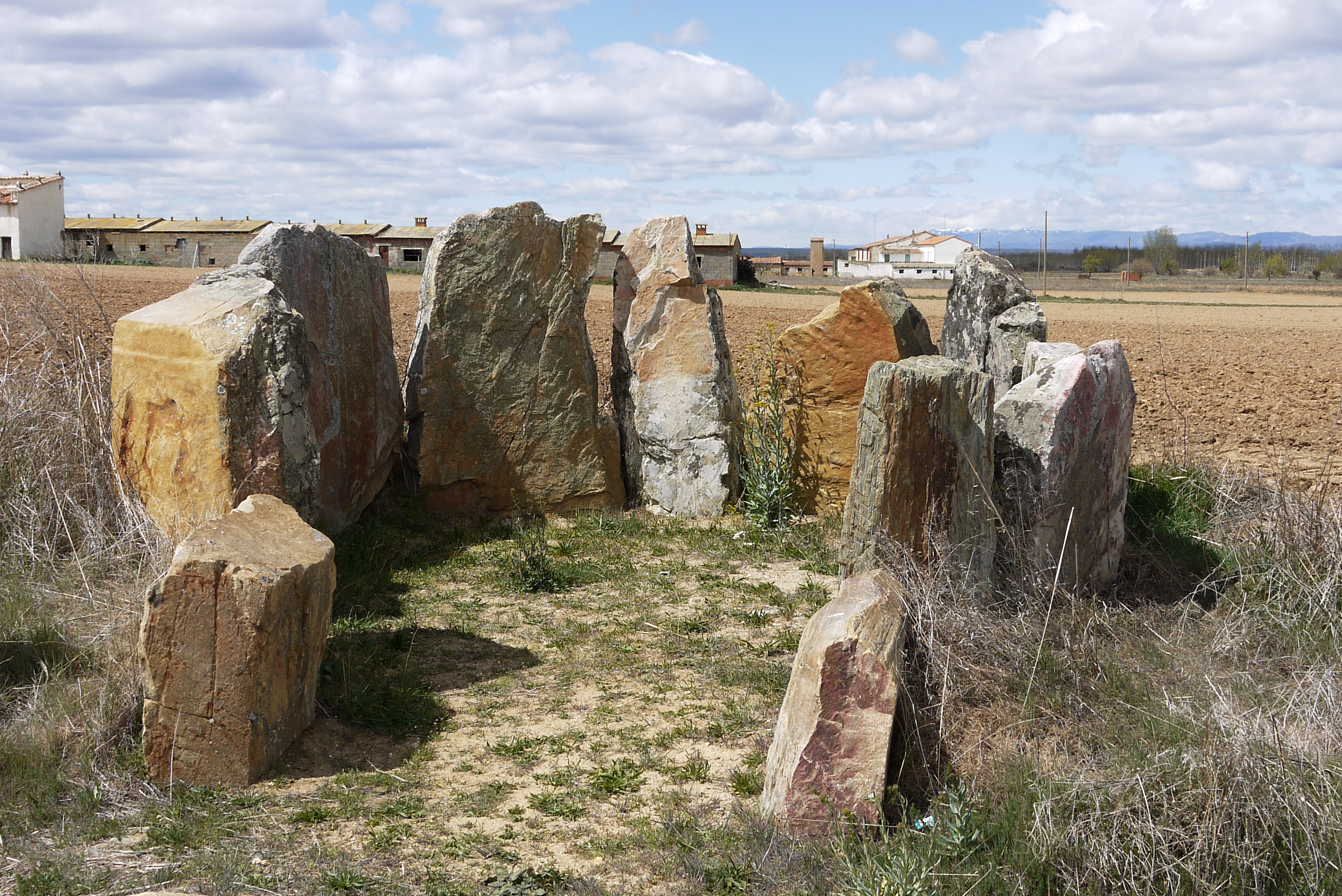
Las Peñezuelas, Granucillo de Vidriales

Las Peñezuelas är en stensättning i Granucillo de Vidriales, Kastilien och Leon, i Spanien kallad dolmen.
Las Peñezuelas är till formen en gånggrift byggd av stora kvartsblock, och består av en cirkulär kammare och en ingång från sydöst (delvis förstörd av den nuvarande intilliggande vägen). Av själva gravhögen finns bara kvar en liten rest.
Stensättningen grävdes ut på 1930-talet och sedan åter 1985. Stensättningen rekonstruerades 1998.
Fynden på platsen består av flinta (flisor, geometriskt formade småstenar, en skrapkniv och en pilspets) och flera delar av halsband av pizarra.
Stensättningen är daterad till perioden 3500–3000 f.Kr.